# Penang
Penang el. Pulau Pinang er en delstat i Malaysia. Delstaten består af to dele: Penang Island, hvor delstatens hovedstad George Town ligger, og Seberang Perai på Malacca-halvøen. De to områder er forbundet med Malaysias to længste vejbroer, Penang Bridge og Sultan Abdul Halim Muadzam Shah Bridge.
- Wikimedia Commons har flere filer relateret til Penang

5°24′09″N 100°21′54″Ø / 5.4025°N 100.365°Ø
|  | Infoboks uden skabelon Denne artikel har en infoboks dannet af en tabel eller tilsvarende. |